# Miharu Imanishi
Miharu Imanishi (jap. 今西 美晴, Imanishi Miharu; * 20. Mai 1992 in Ujitawara) ist eine japanische Tennisspielerin.

## Karriere
Miharu Imanishi begann im Alter von sechs Jahren mit dem Tennis. Bei den japanischen Grundschulmeisterschaften erreichte sie das Viertelfinale, kam bei den Mittelschulmeisterschaften auf den dritten Platz, gewann im Einzel die Oberschulmeisterschaften und erreichte mit 18 Jahren Bronze im Einzel und Doppel bei den Juniorenmeisterschaften. Nach ihrem Schulabschluss trat sie im April 2011 in das Unternehmen Shimadzu ein. Nach weiteren Siegen bei japanischen Amateurmeisterschaften, begann sie zum 1. April 2014 mit ihrer Profikarriere.
Imanishi spielt vorrangig auf der ITF Women’s World Tennis Tour, wo sie bislang jeweils sechs Einzel- und Doppeltitel gewinnen konnte. Ihre bisher beste Platzierung in der Einzelweltrangliste erreichte sie im Mai 2018 mit Platz 187 und in der Doppelweltranglisten mit Platz 251 im September 2019.
Ihr erstes Profimatch bestritt Imanishi im September 2008 in Kyōto. Ihr erstes Match gewann sie 2010 in Komoro. 2011 gelang ihr der erste Turniergewinn beim mit 10.000 US-Dollar dotierten Turnier in Mie. Aufsehen erregte sie mit ihrem Halbfinaleinzug beim 25.000-$-Turnier in Mkinohara, wo sie die beiden Top-300-Spielerinnen Xenija Lykina und Julia Glushko besiegen konnte, ehe sie im Halbfinale dann gegen Alexa Glatch verlor. Ihr bislang größter Erfolg gelang ihr mit dem Titelgewinn des mit 25.000 US-Dollar dotierten Turniers in Buxoro, Usbekistan, wo sie im Finale Nigina Abduraimova mit 7:5 und 7:5 bezwang.
Auf der WTA Tour trat Imanishi das erste Mal in der Qualifikation zu den HP Japan Women’s Open Tennis 2012 an, gewann dort ihr Erstrundenmatch gegen Rika Fujiwara mit 7:5 und 6:2, verlor aber ihr Zweitrundenmatch gegen die in der Qualifikation topgesetzte Schwedin Johanna Larsson knapp in drei Sätzen mit 6:1, 6:76 und 0:6. Bei der Qualifikation zu den BMW Malaysian Open 2014 scheiterte sie in der zweiten Qualifikationsrunde an Duan Yingying klar in zwei Sätzen mit 0:6 und 1:6. Bei der Qualifikation zu den Toray Pan Pacific Open 2014 scheiterte sie ebenfalls in der zweiten Runde an Jarmila Gajdošová in drei Sätzen.
Miharu Imanishi nahm zweimal an der Qualifikation zu einem Grand-Slam-Turnier teil. Bei den US Open 2014 scheiterte sie in ihrem ersten Qualifikationsmatch an der Tschechin Denisa Allertová knapp in drei Sätzen mit 3:6, 7:63 und 4:6. Bei den Australian Open 2015 unterlag sie in der ersten Qualifikationsrunde Andrea Hlaváčková mit 3:6 und 4:6.

## Turniersiege

### Einzel
| Nr. | Datum           | Turnier  | Kategorie   | Belag     | Finalgegnerin      | Ergebnis      |
| --- | --------------- | -------- | ----------- | --------- | ------------------ | ------------- |
| 1.  | 30. Mai 2011    | Mie      | ITF $10.000 | Teppich   | Riko Sawayanagi    | 6:4, 6:3      |
| 2.  | 10. Juni 2013   | Buxoro   | ITF $25.000 | Hartplatz | Nigina Abduraimova | 7:5, 7:5      |
| 3.  | 14. Juli 2014   | Granby   | ITF $25.000 | Hartplatz | Stéphanie Foretz   | 6:4, 6:4      |
| 4.  | 2. Juli 2017    | Auburn   | ITF $25.000 | Hartplatz | Nicole Gibbs       | 6:3, 6:2      |
| 5.  | 3. Februar 2019 | Jodhpur  | ITF W25     | Hartplatz | Jodie Anna Burrage | 6:3, 3:6, 6:3 |
| 6.  | 13. Juni 2021   | Monastir | ITF W15     | Hartplatz | Jenna DeFalco      | 6:0, 6:4      |

### Doppel
| Nr. | Datum             | Turnier   | Kategorie   | Belag     | Partnerin       | Finalgegnerinnen                         | Ergebnis  |
| --- | ----------------- | --------- | ----------- | --------- | --------------- | ---------------------------------------- | --------- |
| 1.  | 26. August 2017   | Tsukuba   | ITF $25.000 | Hartplatz | Akiko Omae      | Naiktha Bains Hsu Chieh-yu               | 6:4, 6:4  |
| 2.  | 2. September 2017 | Nanao     | ITF $25.000 | Teppich   | Hsu Chieh-yu    | Akari Inoue Miyabi Inoue                 | 7:67, 6:2 |
| 3.  | 20. Oktober 2018  | Hamamatsu | ITF $25.000 | Teppich   | Erina Hayashi   | Momoko Kobori Ayano Shimizu              | 7:5, 6:4  |
| 4.  | 12. Juni 2021     | Monastir  | ITF W15     | Hartplatz | Haine Ogata     | Dalayna Hewitt Kariann Pierre-Louis      | 7:5, 7:60 |
| 5.  | 29. Januar 2022   | Cancun    | ITF W15     | Hartplatz | Haine Ogata     | Julie Belgraver Jade Bornay              | 6:2, 6:3  |
| 6.  | 28. Mai 2022      | Annenheim | ITF W15     | Sand      | Kanako Morisaki | Sebastianna Scilipoti Ingrid Vojčináková | 6:2, 6:4  |